# Schizonoda eloquens
Schizonoda eloquens es una especie de insecto coleóptero de la familia Chrysomelidae.
Fue descrita científicamente en 1983 por Bechyne.